# Al-Zein-nätverket
Al-Zein- eller El-Zein-nätverket är ett släktbaserat kriminellt nätverk där många och ledande personer tillhör en släkt/klan med samma namn. Att släktnamnet används som beteckning på det kriminella nätverket innebär inte att klanen som sådan är kriminell eller att alla dess medlemmar ingår i det kriminella nätverket.
Klanen Al-Zein tillhör folkgruppen Mhallami och har sitt ursprung i Libanon och Mardin-provinsen i Turkiet. Den är numera baserad även i Europa. Den är (2019) den största av de så kallade "arabiska klanerna" i Tyskland, där den enligt olika källor har mellan 5000 och 15000 medlemmar. Medlemmar i det kriminella nätverk som bär klanens namn har där dömts för ett stort antal brott. Det kriminella nätverket är också verksamt i Sverige och i andra delar av Europa.

## Tyskland
Klanens överhuvud Mahmoud Al-Zein kom till Tyskland år 1982 som asylsökande utan pass och etablerade sig i Berlin. År 2003 försökte Tyskland utvisa honom till Turkiet som vägrade ta emot honom på grund av oklart medborgarskap. I januari 2021 reste Mahmoud Al-Zein slutligen från Tyskland efter trettio år utan rätt att vistas i landet. Under sin vistelse i Tyskland var han misstänkt för över 70 brott och blev dömd i domstol elva gånger.
Medlemmar i Al-Zein-nätverket tillskrivs 2014 års rånöverfall mot varuhuset KaDeWe i Berlin då smycken för mer än 800 000 euro stals. De har också varit inblandade i skjutvapenvåld mot medlemmar i andra kriminella nätverk.

## Sverige
I september 2020 gjorde biträdande rikspolischefen Mats Löfving ett uppmärksammat uttalande om ett stort antal släktbaserade kriminella nätverk i Sverige och använde benämningen "klaner" för dessa nätverk. Polisen sammanställde också en rapport över dessa "klaner" och deras hemvister och kopplingar. Det som där benämnes Al-Zein -klanen uppgavs vara ett av de tre mest framträdande släktbaserade kriminella nätverken i Malmö  och även etablerat i Hässleholm, Landskrona, Lomma och Perstorp.  Sammanlagt 15 män pekades ut från familjer med lite olika efternamn, men som ändå ingår i samma Al Zein/El Zein-klan. Flera av dem är dömda för brott, bland annat grova narkotikabrott, organiserad penningförfalskning och försök till utpressning. Flera i familjerna är eller har varit engagerade i olika mc-gäng,framförallt Satudara.
Senare har polisen utpekande av "kriminella klaner" mötts av stark kritik, eftersom det bara är en bråkdel av personerna inom de aktuella familjerna som ägnar sig åt brottslig verksamhet. Sedan i november 2020 finns inom polisen rutinen att inte tala om "klaner" utan i stället om "släktbaserade kriminella nätverk" för att inte peka ut eller misstänkliggöra laglydiga medlemmar av de aktuella släkterna/familjerna.